# Церква Пресвятої Трійці (Красне)
Церква Пресвятої Трійці в Красному — парафія і храм греко-католицької громади Гримайлівського деканату Бучацької єпархії Української греко-католицької церкви в селі Красне Чортківського району Тернопільської области.

## Історія церкви
Церква Святої Трійці, збудована з каменю у 1806 році за кошти графині Чарторийської, завжди була матірною. У храмі зберігається відреставрована в срібному окладі чудотворна ікона святого Миколая, перенесена зі скасованого василіанського монастиря.
Церква діяла постійно. Канонічна візитація відбулася у 1901 році. Парафія має два відпусти: 27 вересня (на свято Воздвиження Чесного Хреста Господнього) і 12 липня (на свято святих верховних апостолів Петра і Павла).
На території села є мурований костьол Святого Антонія (1892), фігури Матері Божої та Святого Яна (1868), пам'ятний хрест на честь скасування панщини у 1848 році (1868), пам'ятники воїнам-односельцям, полеглим у Другій світовій війні (1965), а також символічна могила УСС (1991).
У 1994 році виготовили іконостас, який освятив тодішній генеральний вікарій Тернопільської єпархії о. митрат Василій Семенюк. У 1998 році Святу Місію провів о. Василій Іванів, ЧНІ. У 2008—2009 роках церкву відремонтували, а новий розпис виконав Михайло Дирбавка. Інтер'єр храму освятив владика Бучацької єпархії Димитрій Григорак.
При парафії діє братство Апостольство молитви. У власності парафії є проборство.

## Парохи
о. Йосиф Гамкевич (кінець XIX ст. — поч. XX ст.),
о. Ковальчук (перед Першою світовою війною і до початку Другої світової війни),
о. Степан Котик (з початку Другої світової війни і до 1968),
о. М. Демешко,
о. Басок з (1968),
о. Євграф Ржапецький (з кінця 1970-х років до 1991),
о. Зеновій Гончарик,
о. Іван Копій,
о. Олег Сарябун (з 7 липня 1992).